# 哨兵系統

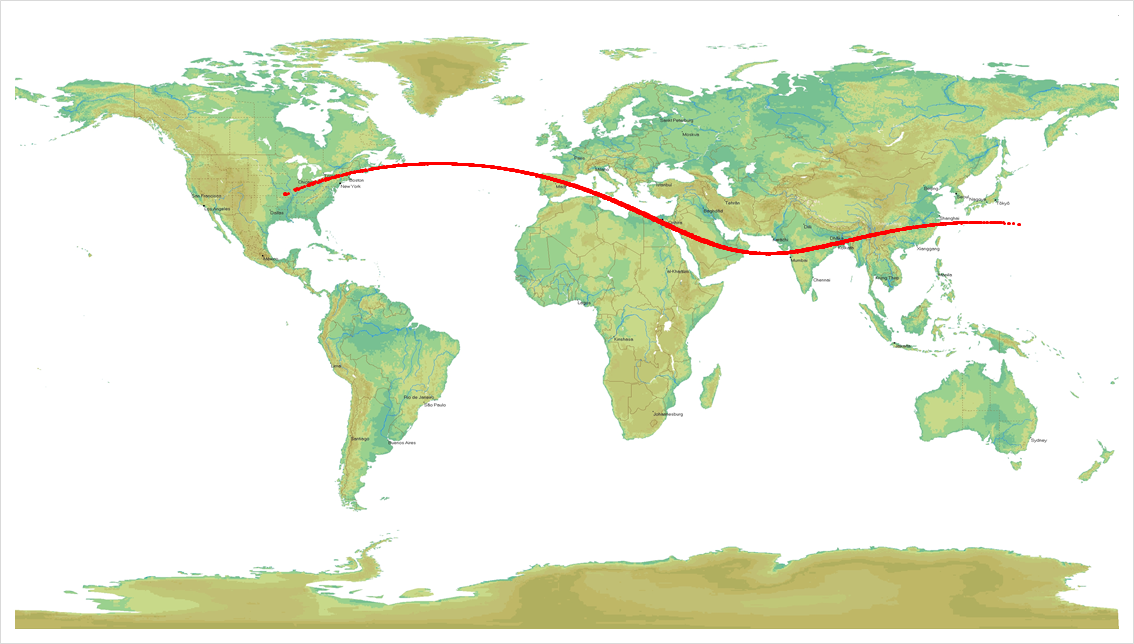
虛擬撞擊器提供，但已過時的小行星2020 VV在2033年10月12日風險走廊。

哨兵系統是噴射推進實驗室的近地天體研究中心（CNEOS，Center for NEO Studies）自2002年以來一直運行的一個高度自動化系統。它持續監測最新的小行星目錄，以尋找未來100多年內小行星與地球撞擊的可能性。每當檢測到存在撞擊的可能性時，近地天體研究中心將對其進行分析，並立即公佈結果。然而，幾星期的光學數據不足以確定未來幾年的影響。相對的，删除風險頁面上的條目是一種負面預測；預測它將“不”在哪裡。
科學家警告說，不要擔心天體撞擊的可能性，因為只有幾星期的光學資料顯示幾年後可能會遇到地球。有時，甚至無法確定在虛擬碰撞器列出的日期時，這樣的天體將位於太陽的哪一側。例如，儘管2005 ED224有50萬分之一的機會在2023年3月11日撞擊地球，但預計它當時會比太陽還遠。對2009 JF1的軌道約束顯示，2022年它應該在地球0.5 AU（75 × 106 km）範圍通過。哨兵風險表上大多數天體的觀察弧不到14天，且已多年未被觀察。
風險表上列出了1291顆近地小行星，其中有34,145個虛擬的撞擊器日期。對於風險表中列出的每顆小行星，平均約有26個虛擬撞擊器。風險清單上只有大約18個天體足够大，可以被認為是直徑大於140米的潜在威脅天體。哨兵系統默認頁面上對象的平均大小為111米，平均碰撞概率為1:30000。

## 哨兵風險表
| 天體       | 累積的 撞擊 概率 | 最大風險 日期 | 估計 直徑 (公尺) | 觀測弧 (天數) |
| ---------- | ---------------- | ------------- | ---------------- | ------------- |
| 2010 RF12  | 10%              | 2095-09-05    | 7                | 5             |
| 2024 YR4   | 3.1%             | 2032-12-22    | 55               | 29            |
| 2020 CD3   | 2.5%             | 2082-09-09    | 2                | 742           |
| 2006 RH120 | 1.3%             | 2044-02-08    | 4                | 281           |
| 2017 WT28  | 1.2%             | 2104-11-24    | 8                | 19            |
| 2020 VW    | 0.70%            | 2074-11-02    | 7                | 14            |
| 2006 JY26  | 0.50%            | 2074-05-03    | 7                | 3             |
| 2020 CQ1   | 0.46%            | 2070-02-03    | 6                | 29            |
| 2000 SG344 | 0.28%            | 2071-09-16    | 37               | 507           |
| 2020 VV    | 0.23%            | 2056-10-11    | 12               | 61            |
| 2017 LD    | 0.22%            | 2079-06-10    | 11               | 45            |
| 2020 UO4   | 0.21%            | 2105-10-21    | 6                | 30            |
| 2000 LG6   | 0.21%            | 2094-05-27    | 5                | 2             |

撞擊風險頁面列出了許多遺失的小行星，但在所有實際用途中都是風險頁面的永久成員；它們是否移除可能得取決於偶然的重新發現。遺失的小行星1979 XB自該名單建立以來一直在名單上。由於2007 FT3和2014 MV67的觀測弧非常短，只有1天的觀測時間，它們的虛擬撞擊器日期都錯過了，因為它們當時可能離地球相當遠。1997 XR2在成為遺失的小行星8年多之後，於2006年意外地被重新發現。2004 BX159在2014年被確定為無害的主帶小行星。哨兵風險表上的一些成員，例如2000 SG344，甚至可能是人造天體。
2010 RF12是撞擊地球概率最大（5%）的小行星，但直徑只有約7米。擁有多年觀測弧和小行星序號的天體僅有（29075）1950 DA和(101955) 貝努。在過去幾年中，從哨兵風險表中移除的著名小行星包括（最近移除的小行星排在第一位）：99942 Apophis、(410777) 2009 FD、2006 QV89、2017 XO2、1994 WR12、2007 VK184、2013 BP73、2008 CK70、2013 TV135、2011 BT15、(367943) Duende、和2011 AG5。
在100顆有撞擊地球風險的小行星中，只有29075）1950 DA和101955 Bennu的直徑大於50米
直徑大於50米，撞擊幾率超過百萬分之一的小行星2005 ED224，最快虛擬撞擊物是2005 ED224，撞擊幾率為50萬分之1。它的直徑估計為54米，但觀測弧只有短短的3天，預計撞擊日為2023年3月11日，但有望於距地球2.7 AU（400,000,000 km；250,000,000 mi）掠過。 由於自2005年以來一直沒有被觀測到，軌道週期為2.6±0.3 年，我們不知道2005 ED224在它軌道上的哪個位置。
在3小時的觀測弧中，2008 EM68擁有最多的虛擬撞擊器，並且已經錯過了1147個虛擬撞擊器日期中的82個。
大多數尚未被雷達或紅外線研究的近地小行星的直徑通常只能根據小行星的絕對星等（H）在大約2倍因次的係數內估計。因此，它們的質量可能有10倍因次的不確定性。對於沒有明確直徑的近地小行星，哨兵假設其反照率為最通用的0.15。
2013年8月，哨兵風險表開始使用行星星曆表（DE431），用於測定所有近地天體軌道。DE431 （JPL小天體攝動星曆表：SB431-BIG16）更好地類比了行星的引力攝動，並包括16個質量最大的主帶小行星。 2021年4月，哨兵轉換到DE441，它刪除了短觀測弧的2014 MV67，它的撞擊概率非常低，低於十億分之一。切換到DE441還短暫地添加了無害的木星特洛伊小行星2014 ES57，其的撞擊概率非常低，約為十億分之一。
噴射推進實驗室於2017年2月對網站進行了重大更改，並於2017年4月10日重新定向了經典頁面。

## 外部連結
- SENTRY - An Automatic Near-Earth Asteroid Collision Monitoring System（页面存档备份，存于）@ neo.jpl.nasa.gov
- IMPACT RISK ASSESSMENT: AN INTRODUCTION*（页面存档备份，存于）
- NEODyS CLOMON2（页面存档备份，存于）
- List of objects for which all previously detected potential impacts have been eliminated（页面存档备份，存于）
- Asteroid Hazards, Part 3: Finding the Path（页面存档备份，存于） – Minor Planet Center on YouTube